# Kamé
Kameer (kamé fra italiensk cameo) er indgraverede ædelsten, smykker eller beholdere. De viser næsten altid et reliefbillede. Oprindeligt gjaldt udtrykket kun udskæringer, hvis relieffet har en anden farve end baggrunden. Det gælder stadig historiske arbejder. Kameer blev fremstillet ved omhyggeligt at udskære et materiale med en flad overflade, hvor to forskellige farver mødtes, og fjerne den første farve undtagen på det billede, man forsøgte at frembringe.
Fra den græsk-romerske oldtid er der bevaret et stort antal kameer, dog ikke nær så mange som gemmer med fordybede billeder. Hyppigst var kameer udskårne af stene, der bestod af to eller flere forskellige farver som onyx og sardonyx, så det ophøjede billede fik en anden farve end grunden og derved trådte skarpere frem. De ypperste kameer, som er bevarede fra oldtiden, stammer fra den hellenistiske periode og begyndelsen af den romerske kejsertid; de kan være op til 32 1/2 cm. Til de mest kendte hører
- en kamé i Petrograd med billedet af et hellenistisk fyrstepar
- Augustus-Kameen i Wien med kejserens billede omgivet af en stor mængde historiske og allegoriske bifigurer og
- den lige så figurrige kamé i Paris, i hvis midte kejser Tiberius troner.

Også fra renæssancen og de næstfølgende århundreder kendes mange ypperligt skårne kameer, især med portrætter og mytiske og allegoriske fremstillinger. Her blev de ofte fremstillet af halvædelsten.
De nu til dags i handelen forekommende godtkøbs-kameer er sædvanligvis udskårne af konkylier, der består af to lag, et hvidt og et rødligt.